# Mihaela Vasil
Mihaela Adriana Vasil (n. 17 mai 1966) este un politician român, fost membru al Parlamentului României. Mihaela Adriana Vasil a fost validată pe data de 13 august 2008 când l-a înlocuit pe deputatul Titu Nicolae Gheorghiof.